# 남과 북의 당신
"남과 북의 당신"은 1972년 공개된 대한민국의 영화이다.

## 배역
- 박노식
- 김지미
- 최무룡